# Förbländertegel

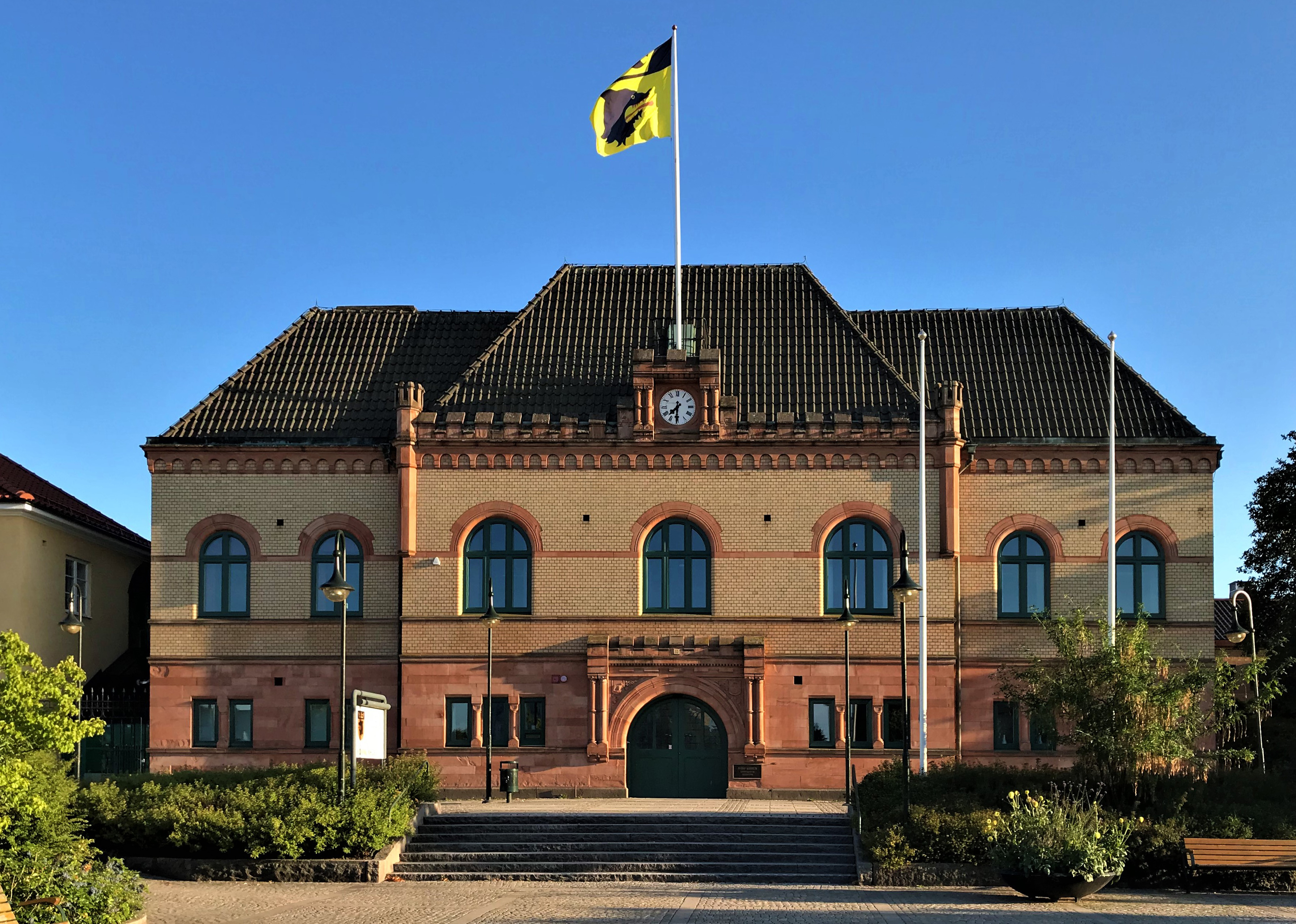
Sjöbo kommunhus

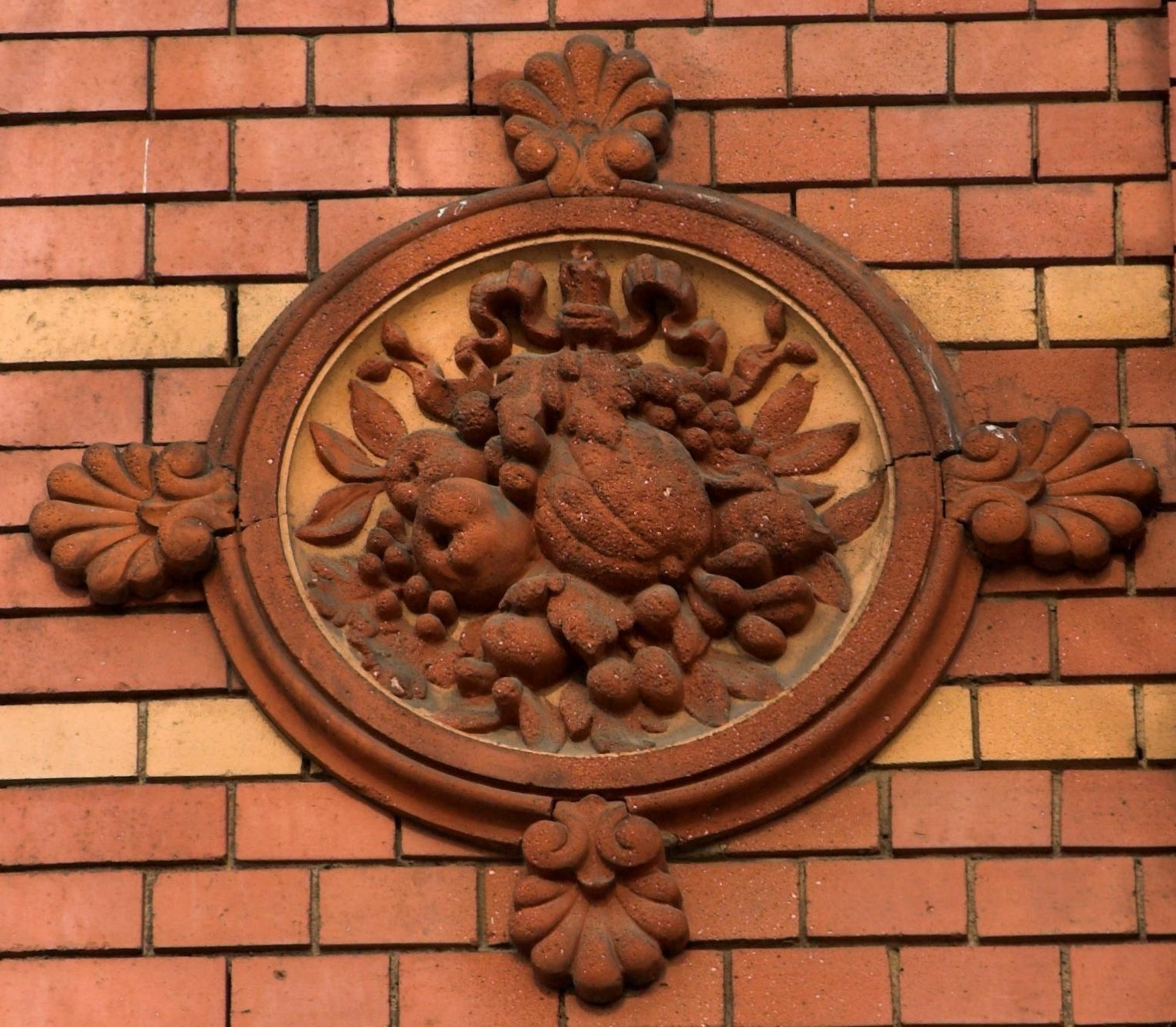
Förbländertegel på fasaden till Markthalle VII i Berlin-Kreuzberg i Tyskland från 1887–1888, med fasadutsmyckning i terrakotta

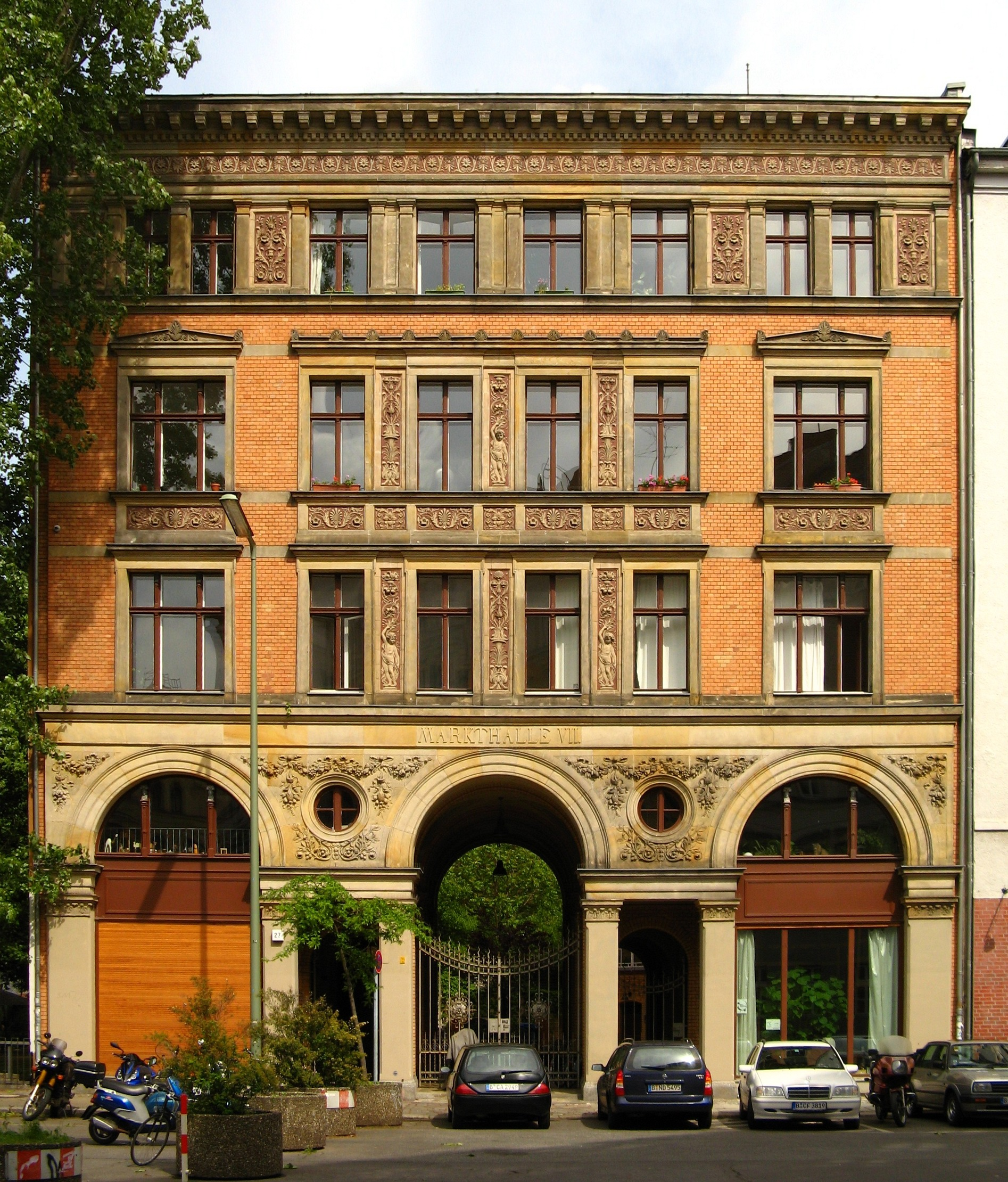
Markthalle VII i Berlin

Förbländertegel, eller verblendertegel, är ett finare och mer hårdbränt och frostbeständigt fasadtegel med större krav på måttnoggrannhet än vanligt murtegel. Det användes framför allt i slutet av 1800-talet och fram till första världskriget för mer krävande murning på utsidan av enskaliga eller tvåskaliga väggar. Förbländertegel är ofta ihåligt.
Benämningen kommer från tyskans "Verblender", Teglet har sintrad yta och används med en fin cementfog.
Två svenska tegelbruk, som tillverkade förbländertegel, var Skrombergaverken och Minnesbergs tegelbruk i Skåne.

## Fastigheter med fasad av förbländertegel i urval
- Oscar Fredriks kyrka, Göteborg
- Kommunhuset, Sjöbo[2]
- Norra Nöbbelövs kyrka
- Ölmevalla kyrka, Kungsbacka
- Örgryte nya kyrka, Göteborg
- Folkets hus, Helsingborg
- Skånes Enskilda Banks byggnad, Helsingborg
- Dicksonska folkbiblioteket, Göteborg
- Grand Hotel, Halmstad
- Nordhemsgatan 29, Göteborg[3][4]
- Fiskaregatan 10, Råå
- Rådhuset, Umeå